# Rudelbildung

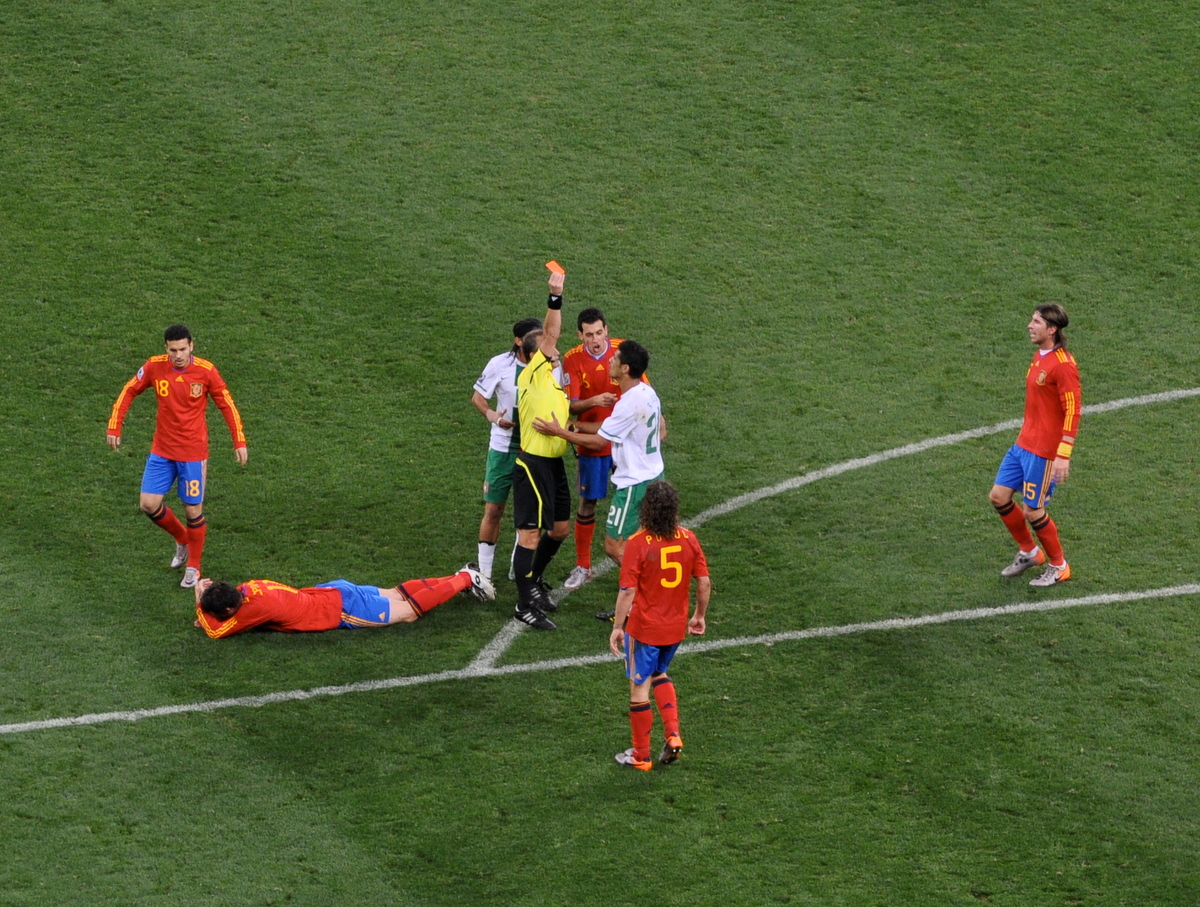
Eine kleinere Rudelbildung beim Spiel Spanien – Portugal bei der WM 2010

Mit dem Begriff Rudelbildung (englisch mass confrontation) bezeichnet man in Mannschaftssportarten, insbesondere im Fußball, die Ansammlung mehrerer Spieler bei einer Spielunterbrechung.
Der Begriff leitet sich von dem in der Verhaltensbiologie und der Jägersprache verwendeten Begriff Rudel ab, der für eine geschlossene und individualisierte Gruppe von Säugetieren verwendet wird.

## Beschreibung
Eine Rudelbildung findet meist nach einem Foul und/oder strittigen Entscheidungen eines Schiedsrichters statt. Dabei versammeln sich um den Schiedsrichter mehrere Spieler (ein ‚Rudel‘) einer oder beider Mannschaften. Das Ziel der Rudelbildung ist meist, eigene Spieler verbal oder handgreiflich zu unterstützen oder Einfluss auf unliebsame Schiedsrichterentscheidungen zu nehmen. Bei der Rudelbildung wird häufig protestiert, lamentiert oder geschubst. Die Rudelbildung ist in vielen Fällen der Ausgangspunkt für die Eskalation einer Konfliktsituation und führt im schlimmsten Fall zu einer Massenschlägerei, an der sich auch Ersatzspieler, Betreuer oder sogar Zuschauer beteiligen können.
Im Fußball ist die Rudelbildung ein Regelverstoß, der üblicherweise mit einer Bestrafung geahndet wird. Zur Deeskalation beziehungsweise Gewaltprävention empfiehlt der Deutsche Fußball-Bund seinen Schiedsrichtern, bei einer Rudelbildung nicht in den Spielerpulk hineinzugehen, sondern den lauten Einsatz der Pfeife und das Zeigen der Gelben beziehungsweise Roten Karte. Dabei sollen vor allem die Spieler bestraft werden, „die eine große Distanz zurücklegen, um sich an der Konfrontation zu beteiligen.“
Die Rudelbildung wird im Bereich des DFB seit der Saison 2002/03 bestraft.
Bei der Fußball-Europameisterschaft 2008 wurden die Schiedsrichter angewiesen, „alle maßgeblich beteiligten Spieler“ einer Rudelbildung mit einer Gelben Karte zu bestrafen. 2009 führte die englische FA in ihren Ligen ein generelles Verbot von Rudelbildungen ein. Vereine, deren Spieler zu dritt oder in einer noch größeren Anzahl den Schiedsrichter bedrängen, werden demnach mit einer empfindlichen Geldstrafe belegt.
Rudelbildungen sind auch in anderen Mannschaftssportarten wie beispielsweise Handball und Basketball zu beobachten. Eine besonders heftige Form der ritualisierten Rudelbildung ist aus dem Baseball und Eishockey bekannt und wird dort als Bench-clearing brawl (dt. etwa von den Sitzen reißende Prügelei) bezeichnet. Auslöser ist meist ein Streit zwischen zwei Spielern oder eine tatsächliche oder vermeintliche Unsportlichkeit wie etwa beim Baseball ein Hit by Pitch und/oder ein darauffolgendes Charging the Mound. Danach stürmen sämtliche Spieler, Betreuer und Trainer aus allen Richtungen des Spielfeldes, auch von der Ersatzbank, zum Ort der Auseinandersetzung und fallen übereinander her.